# Geostrophie
Als Geostrophie bezeichnet man in Physik und Meteorologie das Gleichgewicht zwischen Corioliskraft und Druckgradientkraft. Oft wird dieses horizontale Gleichgewicht auch als geostrophisches Gleichgewicht bezeichnet. Die Geostrophie ist der stationäre Endzustand der geostrophischen Anpassung von Druck- und Strömungsfeldern, die sich anfänglich nicht im geostrophischen Gleichgewicht befinden. Den resultierenden Wind eines geostrophischen Gleichgewichts bezeichnet man als geostrophischen Wind.
Die Geostrophie ist eine Vereinfachung, die man annehmen kann, wenn ein System reibungsfrei ist. Im Falle des Ozeans gilt dies näherungsweise im Inneren, zwischen den turbulenten Grenzschichten am Meeresboden und an der Meeresoberfläche, und im Falle der Erdatmosphäre für Regionen oberhalb der planetaren Grenzschicht.

## Gleichungen

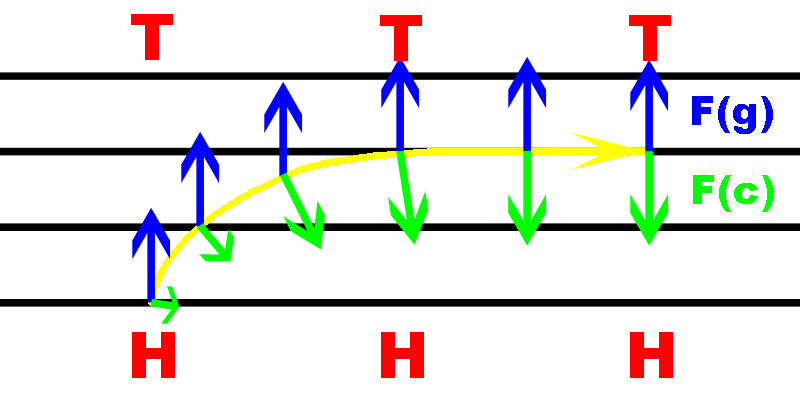
Rechtes Bilddrittel: Gleichgewicht zwischen Druckgradientkraft und Corioliskraft, die resultierende Strömung (gelb) verläuft parallel zu den Isobaren.
Links davon ist die geostrophische Anpassung zu sehen.

In Gleichungen stellt sich die Geostrophie wie folgt dar:
{\displaystyle {\vec {F}}_{\mathrm {C} }=-{\vec {F}}_{\mathrm {p} }}
mit
- der Corioliskraft {\displaystyle {\vec {F}}_{\mathrm {C} }=2\cdot m\cdot ({\vec {v}}\times {\vec {\omega }})}
  - der Masse {\displaystyle m} des betrachteten Wasser- oder Luftpakets
  - seiner Geschwindigkeit {\displaystyle {\vec {v}}}
  - der Winkelgeschwindigkeit {\displaystyle \omega ={\frac {2\pi }{86164\;\mathrm {s} }}\approx {\frac {2\pi }{24\;\mathrm {h} }}} der Erde

{\displaystyle \,}
- der Druckgradientkraft {\displaystyle {\vec {F}}_{\mathrm {p} }=-{\frac {m}{\rho }}\cdot {\vec {\nabla }}_{h}\,p=-V\cdot {\frac {\Delta p}{\Delta x}}}
  - der Dichte {\displaystyle \rho } (von Wasser oder Luft)
  - dem Nabla-Operator {\displaystyle {\vec {\nabla }}_{h}} in horizontaler Richtung
  - dem Druck {\displaystyle p}
  - dem Volumen {\displaystyle V}
  - dem Druckunterschied {\displaystyle \Delta p} zwischen zwei Punkten
  - der horizontalen Distanz {\displaystyle \Delta x} zwischen diesen zwei Punkten.